# Carlos Argentino
Carlos Argentino Torres (eigentl.: Israel Vitensztein Vurm; * 23. Juni 1929 in Buenos Aires; † 20. Juni 1991 ebenda) war ein argentinischer Sänger.
Der Sohn jüdischer Einwanderer begann entgegen dem Willen seines Vaters eine Laufbahn als Sänger, trat unter dem Pseudonym Carlos Torres auf und reiste siebzehnjährig mit einem Orchester nach Brasilien. Die Reise endete in einem Desaster, und sein Vater musste ihn mit Unterstützung der argentinischen Botschaft nach Hause zurückholen. Nachdem er seinen Militärdienst geleistet hatte, schloss er sich dem Orchester von Luis Rolero an, mit dem er nach Chile und Peru reiste.
Danach ging er mit Efraín Orozco nach Kolumbien. Um sich hier von dem Sänger Carlos Torres zu unterscheiden, nannte er sich Carlos Argentino Torres, später einfach Carlos Argentino. Später arbeitete er auch mit den Orchestern von Arnoldo Nali, Julio Cuevas und Felo Bergaza zusammen. 1952 trat er in Havanna auf, wo er ab 1955 lebte, bis ihn die Revolution zum Verlassen des Landes zwang. Mit der Sonora Matancera tourte er 1955 durch Kolumbien und später durch Mexiko. 1961 kehrte er nach Argentinien zurück.